# Viola hirta
La violeta pilosa o violeta hirta (Viola hirta) es una especie de la familia de las violáceas.

## Descripción
Difiere de Viola odorata en no tener estolones, hojas pelosas más estrechas y flores no perfumadas. Hojas primaverales acorazonadas, hojas estivales oblongo-ovadas, con base fuertemente acorazonada. Brácteas en la mitad inferior del cabillo. Flores violeta de aproximadamente 1,5 cm, con espolón violeta oscuro y más largo que los lóbulos del cáliz. Florece en primavera.

## Hábitat
Praderas calcáreas, maleza abierta

## Distribución
Gran parte de  Europa, excepto Portugal, Islandia y Turquía.

## Taxonomía
Viola hirta fue descrita por Linneo y publicado en Species Plantarum 2: 934, en el año 1753.